# Teufelssee (Böhmerwald)
Der Teufelssee (tschechisch Čertovo jezero) ist ein Gletschersee im Böhmerwald. Er liegt auf tschechischem Staatsgebiet unterhalb der 1343 Meter hohen Seewand in 1030 m Seehöhe. Das Grundgestein ist Glimmerschiefer.
Der See gehört zur Stadt Železná Ruda (Markt Eisenstein) und zur Katastralgemeinde Železná Ruda II. Das Gebiet war der Öffentlichkeit bis zum Fall des Eisernen Vorhangs wegen seiner geringen Entfernung von nur 1200 Metern bis zur Staatsgrenze kaum zugänglich.
Das 175 Hektar große Naturschutzgebiet Schwarzer See und Teufelssee (Černé a Čertovo jezero) wurde 1911 eingerichtet, als das Gebiet zu Österreich-Ungarn gehörte. In der Seewand hat der Gletscherschliff Schrammen und Rundhöcker hinterlassen. Die dortige Flora weist Eiszeitrelikte auf. Parallel zum Seeufer liegen links drei Wälle von Seitenmoränen. Die breite rechte Seitenmoräne wird in zwei Parallelzüge zerlegt. Die beiden Wälle der Endmoränen verlaufen bis 200 Meter seeabwärts.
Zwischen dem Čertovo jezero und dem nur 1,5 km nordwestlich gelegenen Černé jezero verläuft die Europäische Hauptwasserscheide. Der Teufelssee ist der huminsäurereichste Böhmerwaldsee und der einzige auf tschechischer Seite, der über den Seebach und schließlich den Regen zur Donau abfließt.

## Weblinks

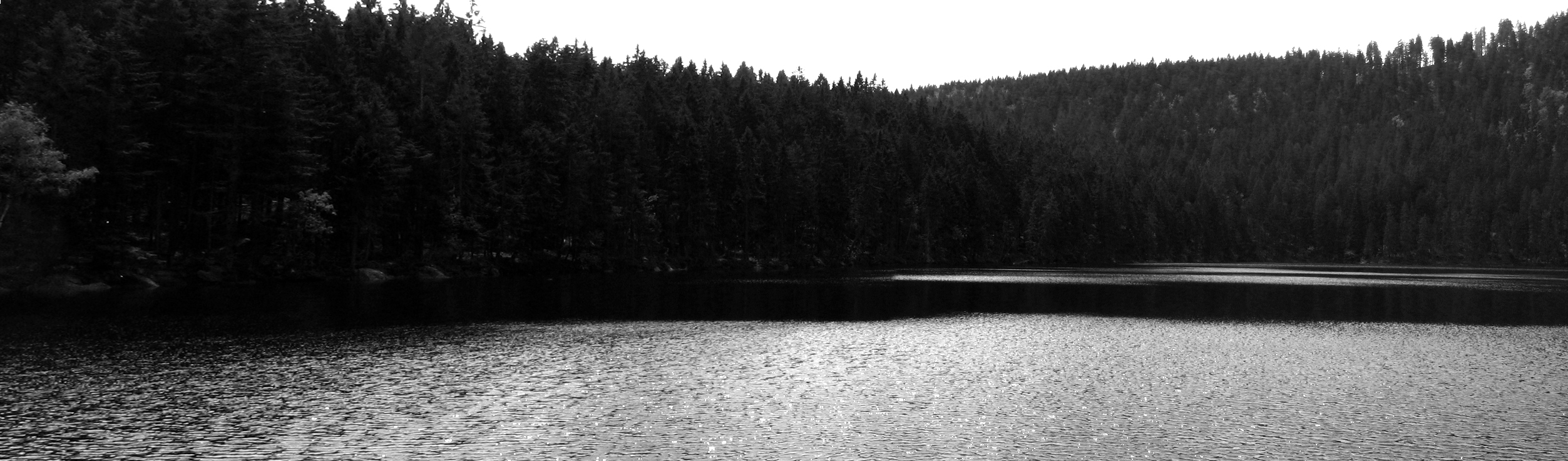
Panoramabild des Teufelssees